# یوسف گلداشتاین

یوسف گلداشتاین (به انگلیسی: Yosef Goldstein) هافبک اهل اسرائیل است که از سال ۱۹۵۳ تا ۱۹۶۱ میلادی عضو تیم ملی فوتبال اسرائیل بوده و در ۲۵ بازی ملی حضور داشته‌است. یوسف گلداشتاین توانسته در بازی‌های ملی، ۱ گل به ثمر برساند.